# 함부르거 SV II

함부르거 SV II(독일어: Hamburger SV II)는 함부르크를 연고로 하는 독일의 축구단으로 함부르거 SV의 리저브팀이다.

## 우승
- 오베르리가 함부르크/슐레스비히홀슈타인: 2002
- 베르반트스리가 함부르크: 1986, 1987, 1989
- 함부르거 포칼: 1991, 1996, 1997

## 선수 명단

### 현역
참고: FIFA 자격 규정에 따라 소속된 국가대표팀 국기를 표시합니다. 선수는 복수의 FIFA 비회원국 국적을 가지고 있을 수 있습니다.
| 번호 | 포지션 | 국적         | 이름          |
| ---- | ------ | ------------ | ------------- |
| 9    | FW     | 부르키나파소 | 다우다 벨레메 |

| 번호 | 포지션 | 국적   | 이름          |
| ---- | ------ | ------ | ------------- |
| 22   | MF     | 이집트 | 오마르 메게트 |

## 역대 감독
| 감독                  | 임기 |
| --------------------- | ---- |
| 바히드 하셰미안(대행) | 2018 |